# 지숙연
지숙연(智淑延)은 고려 중기의 문신이다. 본관은 봉주(鳳州). 상장군·우복야(右僕射) 지채문(智蔡文)의 증손자이다.

## 생애
음서로 태부소경(太府少卿)을 거쳐 1113년(고려 예종 8년) 동북면병마부사가 되었다.
이어 대복경(大僕卿)을 지내고, 1116년(예종 11년) 7월 동북면병마사로 임명되었다.
1117년(예종 12년) 7월 예빈경(禮賓卿)을 역임하고, 서북면병마사가 되었다.

## 가계
- 증조부 : 지채문(智蔡文)
- 증조모 : 미상
  - 조부 : 지맹(智猛)
  - 조모 : 미상
    - 아버지 : 지우(智祐)
    - 어머니: 미상
      - 형 : 지총연(智寵延)
      - 동생 : 지녹연(智祿延)